# Stanovništvo Crne Gore
Stanovništvo Crne Gore sastoji se 620.029 stanovnika prema popisu stanovništva, obavljenom 2011. godine, što odgovara gustoći naseljenosti od 44,9 stanovnika/km². Etnički sastav zemlje je, kao i u većini bivših jugoslavenskih republika, složen i od velike važnosti za razvoj zemlje.

## Gradovi
Najveći gradovi su:
- Podgorica, glavni grad države, sa 136.473 stanovnika
- Nikšić, 58.212 stanovnika.
- Pljevlja, 21.377 stanovnika.
- Herceg Novi, 16.493 stanovnika.
- Bijelo Polje, 15.883 stanovnika.
- Cetinje, 15.137 stanovnika.

## Narodnosti
- Crnogorci 267.799 - 43,16%
- Srbi 198.414 - 31,99%
- Bošnjaci 48.184 - 7,77%
- Albanci 31.163 - 5,03%
- Muslimani 24.625 - 3,97%
- Hrvati 6.811 - 1,10%
- Romi 2.826 - 0,46%

Prevladavajuća skupina su Crnogorci, uglavnom u središnjim dijelovima teritorija, a slijede ih Srbi koji se nalaze u sjevernom dijelu zemlje. Međutim, teško je utvrditi jasnu podjelu između obiju etničkih skupina, zbog homogenizacije među njima koja se dogodila tijekom godina zajednice između oba naroda. Mnogi Crnogorci i Srbi mogu se smatrati pripadnicima obiju etničkih skupina, ali s druge strane postoje nacionalističke skupine koje tvrde da imaju vlastiti identitet i diferencijaciju između njih. Neke druge skupine kao što su Bošnjaci i Albanci nalaze se u sjeveroistočnim, odnosno jugoistočnim područjima.

## Jezik
Službeni jezik u zemlji je srpski, nakon što je srpsko-hrvatska nomenklatura napuštena 1992. Međutim, postoje grupe koje tvrde da je crnogorski jezik različit od srpskog. Na popisu stanovništva[kojem?] 63,5 posto stanovništva izjasnilo se da im je srpski maternji jezik, dok je 22 posto navelo crnogorski.

## Religija
Što se vjere tiče, oko 74% stanovnika Crne Gore pripada Srpskoj pravoslavnoj crkvi, unatoč nastanku Crnogorske pravoslavne crkve 1993. godine, koja danas ima malo sljedbenika. 17,74% stanovništva zemlje tvrdi da pripada islamu, što uglavnom odgovara Albancima i Bošnjacima. U međuvremenu, etničke hrvatske skupine prakticiraju katoličku vjeru u obalnim područjima (kao što je Kotor). 